# 20. rozdanie nagród Złotych Malin
Złote Maliny przyznane za rok 1999
| Kategoria                        | Dla                                                                                 | Za |
| -------------------------------- | ----------------------------------------------------------------------------------- | --- |
| Najgorszy film                   | Jon Peters, Barry Sonnenfeld                                                        | Bardzo dziki zachód |
| Najgorszy film                   | Sidney Ganis, Jack Giarraputo                                                       | Super tata |
| Najgorszy film                   | Robin Cowie, Gregg Hale                                                             | Blair Witch Project |
| Najgorszy film                   | Susan Arnold, Donna Roth, Colin Wilson                                              | Nawiedzony |
| Najgorszy film                   | Rick McCallum                                                                       | Gwiezdne wojny: część I – Mroczne widmo |
| Najgorszy film dekady            | Charles Evans, Alan Marshall                                                        | Showgirls |
| Najgorszy film dekady            | Ben Myron                                                                           | Spalić Hollywood |
| Najgorszy film dekady            | Joel Silver                                                                         | Hudson Hawk |
| Najgorszy film dekady            | Kevin Costner, Steve Tisch, Jim Wilson                                              | Wysłannik przyszłości |
| Najgorszy film dekady            | Andrew Bergman, Miek Lobell                                                         | Striptiz |
| Najgorszy aktor                  | Adam Sandler                                                                        | Super tata |
| Najgorszy aktor                  | Robin Williams                                                                      | Człowiek przyszłości Jakub kłamca |
| Najgorszy aktor                  | Arnold Schwarzenegger                                                               | I stanie się koniec |
| Najgorszy aktor                  | Kevin Costner                                                                       | Gra o miłość List w butelce |
| Najgorszy aktor                  | Kevin Kline                                                                         | Bardzo dziki zachód |
| Najgorszy aktor stulecia         | Sylvester Stallone                                                                  | 99,5% tego, co zrobił |
| Najgorszy aktor stulecia         | Kevin Costner                                                                       | Robin Hood: Książę złodziei Wodny świat Wyatt Earp Wysłannik przyszłości i inne                                                                |
| Najgorszy aktor stulecia         | Prince                                                                              | Graffiti Bridge Zakazana miłość i inne |
| Najgorszy aktor stulecia         | William Shatner                                                                     | Star Trek Star Trek II: Gniew Khana Star Trek III: W poszukiwaniu Spocka Star Trek IV: Powrót na Ziemię Star Trek V: Ostateczna granica i inne |
| Najgorszy aktor stulecia         | Pauly Shore                                                                         | Eko-jaja Jaskiniowiec z Kalifornii Sędzia kalosz i inne                                                                                        |
| Najgorsza aktorka                | Heather Donahue                                                                     | Blair Witch Project |
| Najgorsza aktorka                | Melanie Griffith                                                                    | Wariatka z Alabamy |
| Najgorsza aktorka                | Catherine Zeta-Jones                                                                | Osaczeni Nawiedzony |
| Najgorsza aktorka                | Sharon Stone                                                                        | Gloria |
| Najgorsza aktorka                | Milla Jovovich                                                                      | Joanna d’Arc |
| Najgorsza aktorka stulecia       | Madonna                                                                             | Sidła miłości Niespodzianka z Szanghaju Kim jest ta dziewczyna? i inne                                                                         |
| Najgorsza aktorka stulecia       | Elizabeth Berkley                                                                   | Showgirls |
| Najgorsza aktorka stulecia       | Bo Derek                                                                            | Bolero Duchy tego nie robią Tarzan, władca małp i inne                                                                                         |
| Najgorsza aktorka stulecia       | Brooke Shields                                                                      | Błękitna laguna Niekończąca się miłość Sahara Wyścig armatniej kuli 3 i inne                                                                   |
| Najgorsza aktorka stulecia       | Pia Zadora                                                                          | Kobieta samotna Kosmici grają rocka Motylek Oszustwo i inne                                                                                    |
| Najgorszy aktor drugoplanowy     | Jar Jar Binks (głos – Ahmed Best)                                                   | Gwiezdne wojny: część I – Mroczne widmo |
| Najgorszy aktor drugoplanowy     | Rob Schneider                                                                       | Super tata |
| Najgorszy aktor drugoplanowy     | Gabriel Byrne                                                                       | I stanie się koniec Stygmaty |
| Najgorszy aktor drugoplanowy     | Jake Lloyd                                                                          | Gwiezdne wojny: część I – Mroczne widmo |
| Najgorszy aktor drugoplanowy     | Kenneth Branagh                                                                     | Bardzo dziki zachód |
| Najgorsza aktorka drugoplanowa   | Denise Richards                                                                     | Świat to za mało |
| Najgorsza aktorka drugoplanowa   | Salma Hayek                                                                         | Bardzo dziki zachód Dogma |
| Najgorsza aktorka drugoplanowa   | Juliette Lewis                                                                      | Gorsza siostra |
| Najgorsza aktorka drugoplanowa   | Sofia Coppola                                                                       | Gwiezdne wojny: część I – Mroczne widmo |
| Najgorsza aktorka drugoplanowa   | Kevin Kline                                                                         | Bardzo dziki zachód |
| Najgorszy duet aktorski          | Kevin Kline; Will Smith                                                             | Bardzo dziki zachód |
| Najgorszy duet aktorski          | Sean Connery; Catherine Zeta-Jones                                                  | Osaczeni |
| Najgorszy duet aktorski          | Lili Taylor, Catherine Zeta-Jones                                                   | Nawiedzony |
| Najgorszy duet aktorski          | Jake Lloyd, Natalie Portman                                                         | Gwiezdne wojny: część I – Mroczne widmo |
| Najgorszy duet aktorski          | Pierce Brosnan, Denise Richards                                                     | Świat to za mało |
| Najgorsza reżyseria              | Barry Sonnenfeld                                                                    | Bardzo dziki zachód |
| Najgorsza reżyseria              | Dennis Dugan                                                                        | Super tata |
| Najgorsza reżyseria              | Peter Hyams                                                                         | I stanie się koniec |
| Najgorsza reżyseria              | Jan de Bont                                                                         | Nawiedzony |
| Najgorsza reżyseria              | George Lucas                                                                        | Gwiezdne wojny: część I – Mroczne widmo |
| Najgorszy scenariusz             | Jim Thomas, John Thomas, S.S. Wilson, Brent Maddock, Jeffrey Price, Peter S. Seaman | Bardzo dziki zachód |
| Najgorszy scenariusz             | Steve Franks, Tim Herlihy, Adam Sandler                                             | Super tata |
| Najgorszy scenariusz             | David Self                                                                          | Nawiedzony |
| Najgorszy scenariusz             | Stephen T. Kay, Scott Silver, Kate Lanier                                           | Ekipa wyrzutków |
| Najgorszy scenariusz             | George Lucas                                                                        | Gwiezdne wojny: część I – Mroczne widmo |
| Najgorszy debiut aktorski dekady | Pauly Shore                                                                         | Eko-jaja Jaskiniowiec z Kalifornii Sędzia kalosz i inne                                                                                        |
| Najgorszy debiut aktorski dekady | Jar Jar Binks (głos – Ahmed Best)                                                   | Gwiezdne wojny: część I – Mroczne widmo |
| Najgorszy debiut aktorski dekady | Elizabeth Berkley                                                                   | Showgirls |
| Najgorszy debiut aktorski dekady | Sofia Coppola                                                                       | Ojciec chrzestny III Gwiezdne wojny: część I – Mroczne widmo                                                                                   |
| Najgorszy debiut aktorski dekady | Dennis Rodman                                                                       | Ryzykanci Simon wkracza do akcji |
| Najgorsza piosenka               | Stevie Wonder, Kool Mo Dee, Will Smith                                              | „Wild Wild West” z filmu Bardzo dziki zachód                                                                                                   |